# 溫德姆 (康乃狄克州)
溫德姆（英語：Windham）是一個位於美國康乃狄克州溫德姆縣的城鎮。

## 地理
溫德姆的座標為41°43′00″N 72°10′00″W / 41.71667°N 72.16667°W，而該地的平均海拔高度為71米（即233英尺）。

## 人口
根據2010年美國人口普查的數據，溫德姆的面積為72.30平方千米，當中陸地面積為70.10平方千米，而水域面積為2.20平方千米。當地共有人口25268人，而人口密度為每平方千米349.49人。